# 굽은다리역
굽은다리역(Gubeundari station) 또는 강동구민회관앞역(江東區民會館앞, Gangdong Community Center station)은 서울특별시 강동구 양재대로에 있는 수도권 전철 5호선의 전철역이다. 강동구민회관앞은 병기역명이다.

## 역명 유래
굽은다리는 강동구 천호동의 옛날 지명인 곡교리(曲橋里)'를 고유어로 풀이한 이름이다.
한편 구천면길의 둔촌로와 암사대로 사이 지역에 굽은다리의 변형인 고분다리란 지명이 있는데, 이 역과의 연관성은 없다. 실제로 2번 출구에서 고분다리 버스 정류장(천호1동 천호초등학교 버스 정류장)까지 도보로 20여 분 거리인 1.4km 정도 떨어져 있다. 이에, 고분다리와의 혼란을 피하기 위해서 굽은다리역에는 강동구민회관앞이라는 명칭이 병기되어 있다.
서울교통공사에서도 조선시대에 이 지역 마을을 잇는 다리가 굽어 있다고 밝혔으며, 십자성마을 근처에 굽은다리라는 옛 길 이름이 선명하게 남아 있다.

## 역사
- 1995년 11월 15일 : 서울 지하철 5호선 왕십리역~상일동역 구간 개통과 함께 영업 개시

## 역 구조
승강장은 2면 2선 곡선 구조의 상대식 승강장으로, 스크린도어가 설치되어 있다.

### 승강장
| 길동 ↑ |
| \| 상  |
| ↓ 명일 |

| 상행 | ● 수도권 전철 5호선 | 길동 · 강동 · 여의도 · 방화 방면 |
| 하행 | ● 수도권 전철 5호선 | 명일 · 고덕 · 하남검단산 방면    |

## 역 주변
- 강동구민회관
- 다성이즈빌아파트
- 삼익가든아파트
- 삼익파크아파트
- 주공9단지아파트
- 십자성마을
- 명성교회
- 천주교 길동성당
- 서울대명초등학교
- 신명중학교
- 천호중학교
- 홈플러스 강동점
- CGV 천호

## 이용객 변동
| 노선  | 노선   | 일평균 인원수 (명/일) | 일평균 인원수 (명/일) | 일평균 인원수 (명/일) | 일평균 인원수 (명/일) | 일평균 인원수 (명/일) | 일평균 인원수 (명/일) | 일평균 인원수 (명/일) | 일평균 인원수 (명/일) | 일평균 인원수 (명/일) | 일평균 인원수 (명/일) | 각주  |
| 노선  | 노선   | 2000년                | 2001년                | 2002년                | 2003년                | 2004년                | 2005년                | 2006년                | 2007년                | 2008년                | 2009년                | 각주  |
| ----- | ------ | --------------------- | --------------------- | --------------------- | --------------------- | --------------------- | --------------------- | --------------------- | --------------------- | --------------------- | --------------------- | ----- |
| 5호선 | 승차   | 9,972                 | 10,520                | 10,653                | 10,527                | 10,173                | 10,077                | 9,601                 | 9,355                 | 9,426                 | 9,701                 | [ 3 ] |
| 5호선 | 하차   | 8,834                 | 9,379                 | 9,440                 | 9,308                 | 8,650                 | 8,713                 | 8,256                 | 8,068                 | 8,198                 | 8,708                 | [ 3 ] |
| 5호선 | 승하차 | 18,805                | 19,899                | 20,094                | 19,835                | 18,823                | 18,790                | 17,857                | 17,423                | 17,623                | 18,409                | [ 3 ] |
| 노선  | 노선   | 2010년                | 2011년                | 2012년                | 2013년                | 2014년                | 2015년                | 2016년                | 2017년                |                       |                       | [ 3 ] |
| 5호선 | 승차   | 9,914                 | 10,252                | 10,308                | 10,318                | 10,261                | 10,105                | 10,089                | 9,881                 |                       |                       | [ 3 ] |
| 5호선 | 하차   | 9,070                 | 9,500                 | 9,584                 | 9,622                 | 9,576                 | 9,488                 | 9,505                 | 9,295                 |                       |                       | [ 3 ] |
| 5호선 | 승하차 | 18,984                | 19,752                | 19,892                | 19,940                | 19,837                | 19,593                | 19,594                | 19,176                |                       |                       | [ 3 ] |

## 인접한 역
| 서울 지하철 5호선 본선 | 서울 지하철 5호선 본선 | 서울 지하철 5호선 본선   |
| ---------------------- | ---------------------- | ------------------------ |
| 549 길동 방화 방면     | ● 수도권 전철 5호선    | 551 명일 하남검단산 방면 |